# Mermessus socius
Mermessus socius är en spindelart som först beskrevs av Chamberlin 1948.  Mermessus socius ingår i släktet Mermessus och familjen täckvävarspindlar. Inga underarter finns listade i Catalogue of Life.